# Fury of the Furries
Fury of the Furries is een videospel van Kalisto Entertainment. Het werd in 1993 uitgebracht en is beschikbaar voor Amiga, Amiga CD32, Macintosh en MS-DOS. Namco kocht in 1994 de rechten en bracht het spel opnieuw uit onder de naam Pac-in-Time waarbij de furry werd vervangen door een Pac-Man.

## Furry
Een furry is een fictief wezentje. Het bestaat eerder uit een ronde, pluchen vorm met enkel ogen, een mond en tenen. Het diertje heeft een overdreven vacht. Een furry beweegt zich snel, kan (in vergelijking met zijn grootte) ver en hoog springen en stuitert wanneer het tegen een object botst. In bepaalde omstandigheden kan de furry de kleur van zijn vacht aanpassen, maar een bijkomende voorwaarde is dat hij dan op een vaste ondergrond moet staan. Elke kleur brengt ook nog eens bepaalde eigenschappen met zich mee.
- Geel: de furry kan vuurballen uitspuwen.
- Rood: de furry kan bepaalde obstakels probleemloos opeten.
- Groen: de furry krijgt "handen" in de vorm van touwen waardoor hij kan slingeren of zaken naar zich toe kan trekken.
- Blauw: de furry kan onder water zwemmen en luchtbellen afvuren op vijanden. De andere furry's kunnen beperkt duiken, maar zullen automatisch naar het wateroppervlak stijgen en daar blijven drijven. Onder water gaan de eigenschappen van de niet-blauwe furry's ook verloren. In water is het evenmin mogelijk om de kleur van de furry aan te passen.

Furry is de Engelstalige term voor vacht.

## Verhaal
Een kolonie furry's komt na een jarenlange ruimtetocht terug aan op hun planeet. Daar blijkt dat hun eens zo mooie planeet nu een verschrikkelijke, dorre plaats is die wordt geleid door "The Wicked One", een duistere furry. Deze duistere furry heeft nu de koning ontvoerd. Daarnaast heeft hij een machine ontwikkeld die furry's omvormt tot gewetenloze monsters. De speler bestuurt de furry Tiny die de machine dient te vernietigen en de koning te redden.

## Spelverloop
De speler dient Tiny te leiden doorheen de acht regio's van het land: Woestijn Lagune, Oerwoud, Pyramides, Bergen, Bedrijven, Stad en Kasteel. Elke regio heeft zijn eigen achtergrondmuziek, kleurenschema en stijl. Een regio bestaat uit 10 levels en enkele verborgen bonuslevels. Op zijn pad komt hij verschillende vijanden en obstakels tegen. In het laatste level gaat Tiny in de machine om deze te vernietigen. 
Bij start van het spel heeft de speler vijf levens. Men verkrijgt een extra leven telkens als er 100 goudstukken worden verzameld die in de diverse levels te vinden zijn. Daarnaast bevatten bepaalde levels een token waardoor men een extra leven krijgt. Elk level dient binnen een bepaalde tijd uitgespeeld te worden. Sommige levels bestaan uit geïntegreerde sublevels waar de speler na elk sublevel een uurwerk vindt om de tijd te verlengen. De speler verliest een leven wanneer de furry verdrinkt, wordt uitgeschakeld door een tegenstander of obstakel of wanneer de tijd om is. Zolang de speler nog levens heeft, herstart het spel aan het begin van het betreffende level met behoud van het aantal gevonden goudstukken. (Het level start niet aan het begin van het sublevel of de plaats waar hij is gestorven).
Het spel maakt geen gebruik van codes om bijvoorbeeld te starten in een bepaald level. Ook is het onmogelijk om tussentijds het spel handmatig te bewaren. Wel zal het spel automatisch worden bewaard na het beëindigen van elk level deelbaar door vijf. Wanneer het spel bijvoorbeeld eindigt in level 12 en de speler herstart, heeft hij de mogelijkheid om met vijf levens te starten vanaf level 11 (het automatisch bewaren is gebeurd na level 10).

## Pac-in-Time
In 1994 nam Namco een licentie op het spel. Zij veranderden de achtergronden en personages en brachten het spel uit onder de naam Pac-in-Time.  Zoals de naam al doet vermoeden, werden de furry's vervangen door Pac-Mans. Dit spel kwam uit voor Game Boy, DOS en Macintosh. Namco bracht ook een gelijknamig spel uit voor SNES dat op eenzelfde principe is gebaseerd, maar inhoudelijk anders is.

## Verwijzingen naar andere spellen
- Het spel kan gespeeld worden in het Chakobsa, de fictieve taal die wordt gebruikt in het spel Dune
- Er zijn verwijzingen naar Shakespeare, Pac-Man, Batman, Cool Spot, Street Fighter II en Teenage Mutant Ninja Turtles.
- In het tweede level van de Pyramide-area komt er een grote bal vanuit een tombe die de furry achtervolgt. Dit is een verwijzing naar de gelijkaardige scène uit Raiders of the Lost Ark.
- In het vierde level van de Pyramide-area is er een verwijzing naar Indiana Jones and the Last Crusade.
- Er zijn furry's in de gedaante van de Grote Boze Wolf en Roodkapje in het vijfde level van de Stad-area
- In level 9 van de Stad-area zijn er vijanden in de vorm van witte ballonnen. Dit is een verwijzing naar Rover uit The Village (The Prisoner)
- Graaf Dracula verschijnt in het eerste level van de Kasteel-area
- In het tweede level van de Kasteel-area is er een doolhof met de "Pac Man"-spoken
- Level vijf uit de Kasteel-area bevat elementen uit Donkey Kong

## Externe verwijzingen
- YouTube.com: Fury of the Furries - Level 1 - Amiga versie
- YouTube.com: Pac-In-Time - Level 1 - DOS versie
- YouTube.com: Pac-In-Time - SNES versie